# Nikita (single)
Nikita is een nummer van de Britse zanger Elton John en afkomstig van het negentiende studioalbum Ice on Fire uit november 1985. Op 4 oktober dat jaar werd het nummer eerst als tweede single van het album in Europa, Australië en Nieuw-Zeeland op single uitgebracht. Op 21 februari 1986 volgden de VS, Canada, Japan en Zuid-Korea. In 1991 werd het nummer op cd-single uitgebracht.

## Achtergrond
Met Nikita scoorde Elton John zijn grootste hit tot dan toe in Nederland en België ( Vlaanderen). De single gaat over zijn verlangen naar een Oost-Duitse grensbewaakster. In de videoclip werd zij gespeeld door de Britse actrice Anya Major, tegenwoordig kunstenares en moeder van 3 kinderen. In Nederland werd de videoclip destijds op televisie uitgezonden door de popprogramma's AVRO's Toppop, Countdown van Veronica en Popformule van de TROS.
Het werd Johns' eerste nummer 1-hit in Nederland en was op maandag 14 oktober 1985 de 293e AVRO's Radio en TV-Tip op Hilversum 3. De plaat werd een gigantische hit in de destijds drie landelijke hitlijsten op de nationale publieke popzender. De plaat stond zeven weken bovenaan in de Nederlandse Top 40 en negen weken in de Nationale Hitparade. In de allerlaatste op Hilversum 3 uitgezonden TROS Top 50 van donderdag 21 november 1985, bereikte de plaat de 3e positie. In de Europese hitlijst op Hilversum 3, de TROS Europarade, werd de nummer 1-positie behaald.
In België bereikte de plaat de nummer 1-positie in zowel de voorloper van de Vlaamse Ultratop 50 als de Vlaamse Radio 2 Top 30. In Wallonië werd géén notering behaald.
George Michael was een van de achtergrondzangers, en Nik Kershaw speelde mee op de gitaar.
Nikita stond in vele landen op nummer 1, te weten Nederland, België, Duitsland, Zwitserland, Ierland, Nieuw-Zeeland, Portugal en Zuid-Afrika. De plaat behaalde in de Verenigde Staten de 7e positie in de Billboard Hot 100, in Canada de 2e positie en Australië de 3e. In Johns' thuisland het Verenigd Koninkrijk werd de 3e positie bereikt in de UK Singles Chart.
Een aanzienlijk aantal westerse meisjes dat geboren is in de jaren na 1985 heeft de naam Nikita gekregen. Nikita is echter een jongensnaam in Rusland (verkleinvorm van Nikolai). Tot 1986 werd de voornaam Nikita in Nederland zelden aan een kind gegeven. In dat jaar werden er echter 112 meisjes geboren die de naam Nikita kregen.
Sinds de allereerste editie in december 1999 staat de plaat onafgebroken genoteerd in de jaarlijkse NPO Radio 2 Top 2000 van de Nederlandse publieke radiozender NPO Radio 2, met als hoogste notering tot nu toe een 87e positie in 1999.

## Hitnoteringen

### Nederlandse Top 40
| "Nikita" in de Nederlandse Top 40 - binnen: 09-11-1985 | "Nikita" in de Nederlandse Top 40 - binnen: 09-11-1985 | "Nikita" in de Nederlandse Top 40 - binnen: 09-11-1985 | "Nikita" in de Nederlandse Top 40 - binnen: 09-11-1985 | "Nikita" in de Nederlandse Top 40 - binnen: 09-11-1985 | "Nikita" in de Nederlandse Top 40 - binnen: 09-11-1985 | "Nikita" in de Nederlandse Top 40 - binnen: 09-11-1985 | "Nikita" in de Nederlandse Top 40 - binnen: 09-11-1985 | "Nikita" in de Nederlandse Top 40 - binnen: 09-11-1985 | "Nikita" in de Nederlandse Top 40 - binnen: 09-11-1985 | "Nikita" in de Nederlandse Top 40 - binnen: 09-11-1985 | "Nikita" in de Nederlandse Top 40 - binnen: 09-11-1985 | "Nikita" in de Nederlandse Top 40 - binnen: 09-11-1985 | "Nikita" in de Nederlandse Top 40 - binnen: 09-11-1985 | "Nikita" in de Nederlandse Top 40 - binnen: 09-11-1985 | "Nikita" in de Nederlandse Top 40 - binnen: 09-11-1985 | "Nikita" in de Nederlandse Top 40 - binnen: 09-11-1985 | "Nikita" in de Nederlandse Top 40 - binnen: 09-11-1985 | "Nikita" in de Nederlandse Top 40 - binnen: 09-11-1985 | "Nikita" in de Nederlandse Top 40 - binnen: 09-11-1985 | "Nikita" in de Nederlandse Top 40 - binnen: 09-11-1985 |
| Week                                                   | 1                                                      | 2                                                      | 3                                                      | 4                                                      | 5                                                      | 6                                                      | 7                                                      | 8                                                      | 9                                                      | 10                                                     | 11                                                     | 12                                                     | 13                                                     | 14                                                     | 15                                                     | 16                                                     | 17                                                     | 18                                                     | 19                                                     |                                                        |
| ------------------------------------------------------ | ------------------------------------------------------ | ------------------------------------------------------ | ------------------------------------------------------ | ------------------------------------------------------ | ------------------------------------------------------ | ------------------------------------------------------ | ------------------------------------------------------ | ------------------------------------------------------ | ------------------------------------------------------ | ------------------------------------------------------ | ------------------------------------------------------ | ------------------------------------------------------ | ------------------------------------------------------ | ------------------------------------------------------ | ------------------------------------------------------ | ------------------------------------------------------ | ------------------------------------------------------ | ------------------------------------------------------ | ------------------------------------------------------ | ------------------------------------------------------ |
| Nummer                                                 | 29                                                     | 15                                                     | 7                                                      | 4                                                      | 1                                                      | 1                                                      | 1                                                      | 1                                                      | 1                                                      | 1                                                      | 1                                                      | 2                                                      | 2                                                      | 4                                                      | 6                                                      | 14                                                     | 19                                                     | 27                                                     | 38                                                     | uit                                                    |

### Nationale Hitparade
| "Nikita" in de Nationale Hitparade - binnen: 02-11-1985 | "Nikita" in de Nationale Hitparade - binnen: 02-11-1985 | "Nikita" in de Nationale Hitparade - binnen: 02-11-1985 | "Nikita" in de Nationale Hitparade - binnen: 02-11-1985 | "Nikita" in de Nationale Hitparade - binnen: 02-11-1985 | "Nikita" in de Nationale Hitparade - binnen: 02-11-1985 | "Nikita" in de Nationale Hitparade - binnen: 02-11-1985 | "Nikita" in de Nationale Hitparade - binnen: 02-11-1985 | "Nikita" in de Nationale Hitparade - binnen: 02-11-1985 | "Nikita" in de Nationale Hitparade - binnen: 02-11-1985 | "Nikita" in de Nationale Hitparade - binnen: 02-11-1985 | "Nikita" in de Nationale Hitparade - binnen: 02-11-1985 | "Nikita" in de Nationale Hitparade - binnen: 02-11-1985 | "Nikita" in de Nationale Hitparade - binnen: 02-11-1985 | "Nikita" in de Nationale Hitparade - binnen: 02-11-1985 | "Nikita" in de Nationale Hitparade - binnen: 02-11-1985 | "Nikita" in de Nationale Hitparade - binnen: 02-11-1985 | "Nikita" in de Nationale Hitparade - binnen: 02-11-1985 | "Nikita" in de Nationale Hitparade - binnen: 02-11-1985 | "Nikita" in de Nationale Hitparade - binnen: 02-11-1985 | "Nikita" in de Nationale Hitparade - binnen: 02-11-1985 | "Nikita" in de Nationale Hitparade - binnen: 02-11-1985 | "Nikita" in de Nationale Hitparade - binnen: 02-11-1985 | "Nikita" in de Nationale Hitparade - binnen: 02-11-1985 |
| Week                                                    | 1                                                       | 2                                                       | 3                                                       | 4                                                       | 5                                                       | 6                                                       | 7                                                       | 8                                                       | 9                                                       | 10                                                      | 11                                                      | 12                                                      | 13                                                      | 14                                                      | 15                                                      | 16                                                      | 17                                                      | 18                                                      | 19                                                      | 20                                                      | 21                                                      | 22                                                      |                                                         |
| ------------------------------------------------------- | ------------------------------------------------------- | ------------------------------------------------------- | ------------------------------------------------------- | ------------------------------------------------------- | ------------------------------------------------------- | ------------------------------------------------------- | ------------------------------------------------------- | ------------------------------------------------------- | ------------------------------------------------------- | ------------------------------------------------------- | ------------------------------------------------------- | ------------------------------------------------------- | ------------------------------------------------------- | ------------------------------------------------------- | ------------------------------------------------------- | ------------------------------------------------------- | ------------------------------------------------------- | ------------------------------------------------------- | ------------------------------------------------------- | ------------------------------------------------------- | ------------------------------------------------------- | ------------------------------------------------------- | ------------------------------------------------------- |
| Nummer                                                  | 47                                                      | 9                                                       | 8                                                       | 3                                                       | 2                                                       | 1                                                       | 1                                                       | 1                                                       | 1                                                       | 1                                                       | 1                                                       | 1                                                       | 1                                                       | 1                                                       | 6                                                       | 7                                                       | 11                                                      | 12                                                      | 18                                                      | 31                                                      | 36                                                      | 43                                                      | uit                                                     |

### TROS Top 50
Hitnotering: 31-10-1985 t/m 21-11-1985. Hoogste notering: nummer 3 in de allerlaatste uitzending van de hitlijst op 21-11-1985.

### TROS Europarade
Hitnotering: 7-11-1985 t/m 29-03-1986. Hoogste notering: nummer 1 (3 weken).

### NPO Radio 2 Top 2000
| Nummer met noteringen in de NPO Radio 2 Top 2000 | '99 | '00 | '01 | '02 | '03 | '04 | '05 | '06 | '07 | '08 | '09 | '10 | '11 | '12  | '13 | '14 | '15 | '16 | '17 | '18 | '19 | '20 | '21 | '22 | '23 | '24 |
| ------------------------------------------------ | --- | --- | --- | --- | --- | --- | --- | --- | --- | --- | --- | --- | --- | ---- | --- | --- | --- | --- | --- | --- | --- | --- | --- | --- | --- | --- |
| Nikita                                           | 87  | 143 | 181 | 368 | 396 | 289 | 410 | 346 | 359 | 335 | 669 | 506 | 737 | 1046 | 917 | 837 | 973 | 996 | 786 | 860 | 776 | 650 | 660 | 667 | 673 | 738 |

1. ↑  Een vetgedrukt getal geeft de hoogste notering aan.